# Pseudochazara geyeri
Pseudochazara geyeri är en fjärilsart som beskrevs av Herrich-Schäffer 1846. Pseudochazara geyeri ingår i släktet Pseudochazara och familjen praktfjärilar. Inga underarter finns listade i Catalogue of Life.